# Hippocampus barbouri
Cá ngựa Barbour (Hippocampus barbouri) là một loài cá ngựa. Nó được tìm thấy ở Indonesia, Malaysia, và Philippines. Môi trường sống tự nhiên của chúng là đáy nước bán thủy triều. Nó bị đe dọa do mất môi trường sống.

## Hình ảnh

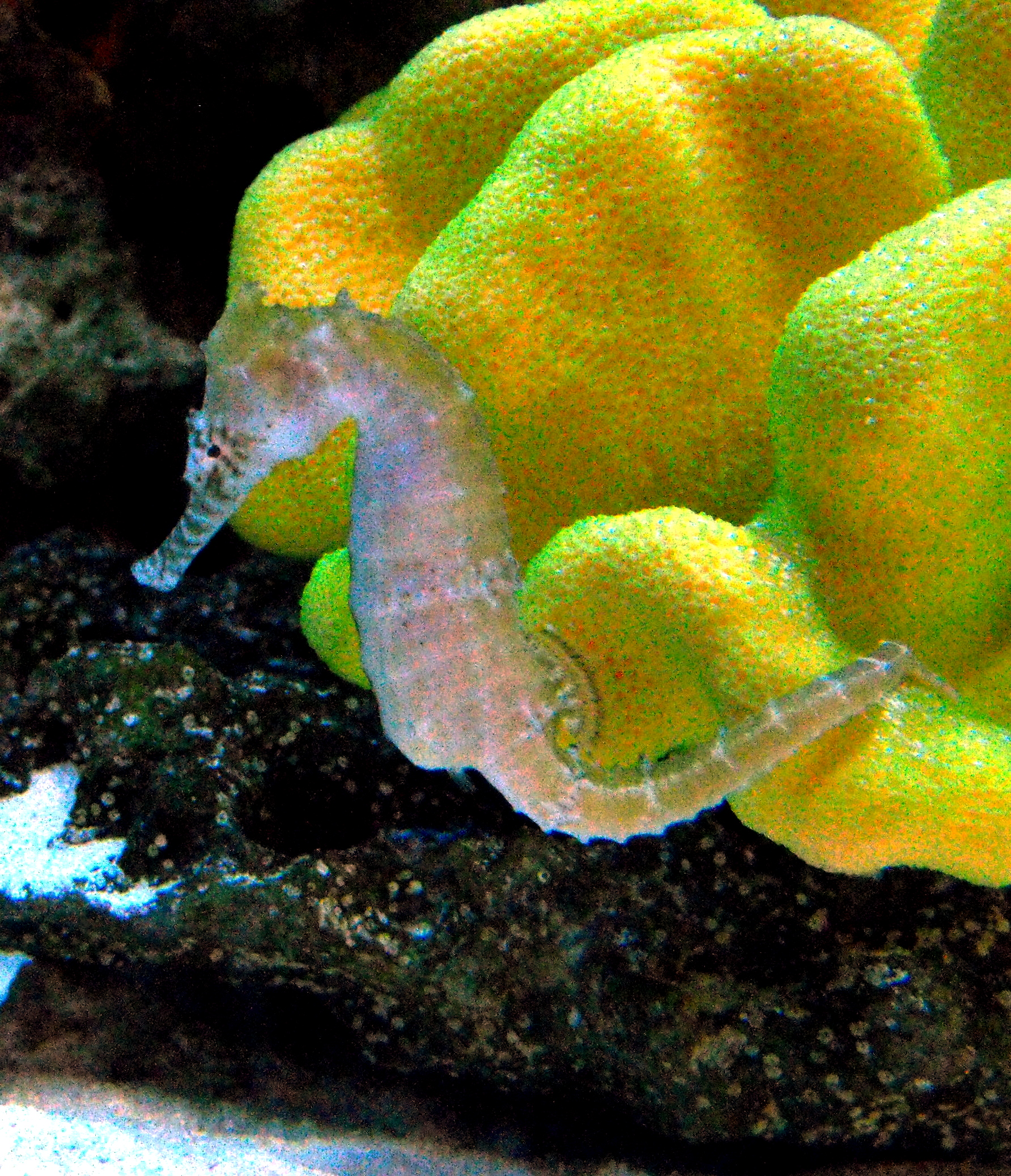
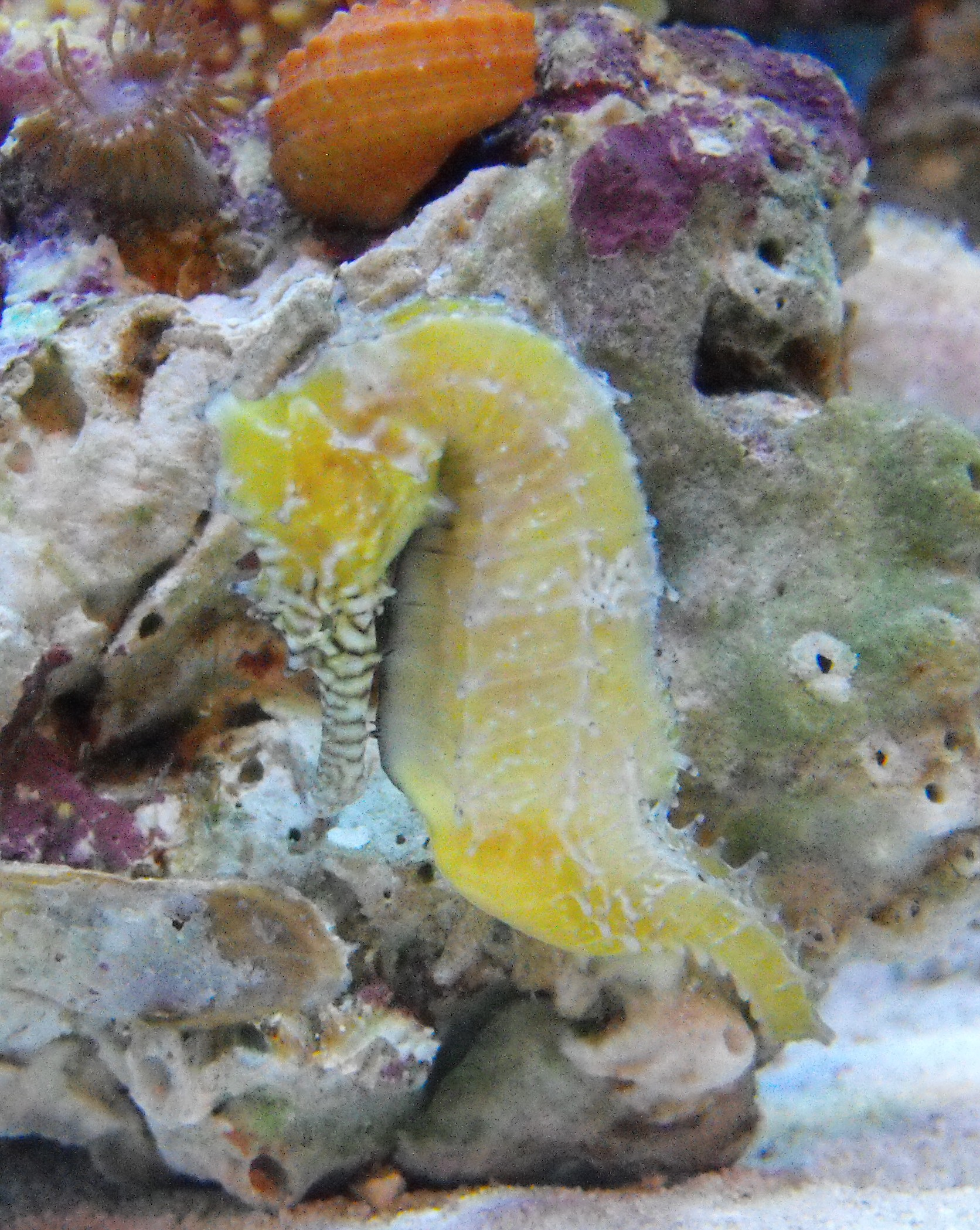